# 古斯塔夫·阿道夫·谢尔

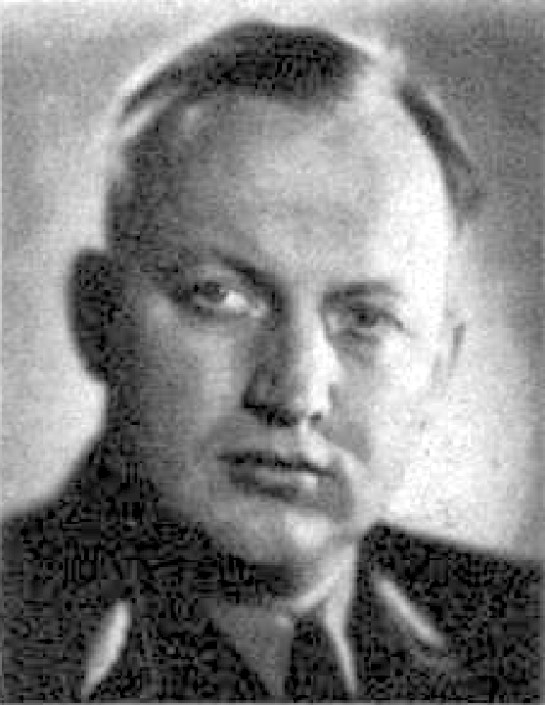
古斯塔夫·阿道夫·谢尔

古斯塔夫·阿道夫·谢尔（Gustav Adolf Scheel，1907年11月22日—1979年3月25日）是一位德国医师、纳粹党官员。他曾担任国家社会主义德国学生联盟以及德国学生联盟负责人；亦曾加入党卫队，並在黨衛隊保安處任職；还当过党卫队和警察领袖、萨尔茨堡帝国大区大区长官和帝國總督。他还在第二次世界大战德占法国军事管辖区当过別動隊指挥官，而且在1940年10月将卡尔斯鲁厄的犹太人驱逐进滅絕營。1945年5月14日，謝爾被美国軍隊逮捕并拘留。 1948 年12月24日，謝爾獲釋。 
他一開始在汉堡港上夜班，自1949年夏天起，他成为汉堡一家医院的医生。 1951年至1953年，他与维尔纳·瑙曼、卡尔·考夫曼等前纳粹领导人一起加入瑙曼圈子，結果他又于1953年1月被英国警方逮捕。1953年3月，他被移交给西德，并于1953年6月17日获释。1954年2月，他又成為漢堡一所診所的主人。 